# Elymotrigia altaica
Elymotrigia altaica är en gräsart som beskrevs av Kotukhov. Elymotrigia altaica ingår i släktet Elymotrigia och familjen gräs. Inga underarter finns listade i Catalogue of Life.